# Tasiocera (Dasymolophilus) hova
Tasiocera (Dasymolophilus) hova is een tweevleugelige uit de familie steltmuggen (Limoniidae). De soort komt voor in het Afrotropisch gebied.